# Finale League Cup 1993
De finale van de League Cup van het seizoen 1992/93 werd gehouden op 18 april 1993 in het oude Wembley Stadium. Arsenal nam het op tegen Sheffield Wednesday. Sheffield Wednesday, dat na de verrassende winst van 1991 tegen Manchester United opnieuw in de finale stond, kwam al vroeg in de wedstrijd op voorsprong via de Amerikaanse middenvelder John Harkes, maar Arsenal zette de scheve situatie recht na doelpunten van spelmaker Paul Merson en Steve Morrow. Merson werd na afloop verkozen tot man van de wedstrijd.

## Finale

### Wedstrijd
|                           |                       |       |                     |                                                                         |
| 18 april 1993 17:00 UTC+1 | Arsenal               | 2 – 1 | Sheffield Wednesday | Wembley Stadium, Londen Toeschouwers: 74.007 Scheidsrechter: Allan Gunn |
| 18 april 1993 17:00 UTC+1 | Merson 20' Morrow 68' |       | Harkes 8'           | Wembley Stadium, Londen Toeschouwers: 74.007 Scheidsrechter: Allan Gunn |

| Arsenal | Sheffield Wednesday |

| GK             | 1  | David Seaman     |
| DF             | 22 | David O'Leary    |
| DF             | 6  | Tony Adams       |
| DF             | 5  | Andy Linighan    |
| DF             | 3  | Nigel Winterburn |
| MF             | 11 | Ray Parlour      |
| MF             | 15 | Steve Morrow     |
| MF             | 14 | Paul Davis       |
| MF             | 10 | Paul Merson      |
| FW             | 8  | Ian Wright       |
| FW             | 7  | Kevin Campbell   |
| Wisselspelers: |    |                  |
| MF             | 4  | Ian Selley       |
| FW             | 9  | Alan Smith       |
| Coach:         |    |                  |
| George Graham  |    |                  |

| GK             | 1  | Chris Woods    |            |     |
| DF             | 2  | Roland Nilsson |            |     |
| DF             | 3  | Phil King      |            | 83' |
| DF             | 4  | Carlton Palmer | Kreeg geel |     |
| DF             | 6  | Viv Anderson   |            |     |
| MF             | 15 | John Harkes    |            |     |
| MF             | 7  | Danny Wilson   |            | 74' |
| MF             | 8  | Chris Waddle   |            |     |
| FW             | 9  | Paul Warhurst  |            |     |
| FW             | 10 | Mark Bright    | Kreeg geel |     |
| MF             | 11 | John Sheridan  |            |     |
| Wisselspelers: |    |                |            |     |
| MF             | 17 | Graham Hyde    |            | 83' |
| FW             | 5  | David Hirst    |            | 74' |
| Coach:         |    |                |            |     |
| Trevor Francis |    |                |            |     |